# Souidas
Souidas là một chi nhện trong họ Linyphiidae.